# Lunds BK

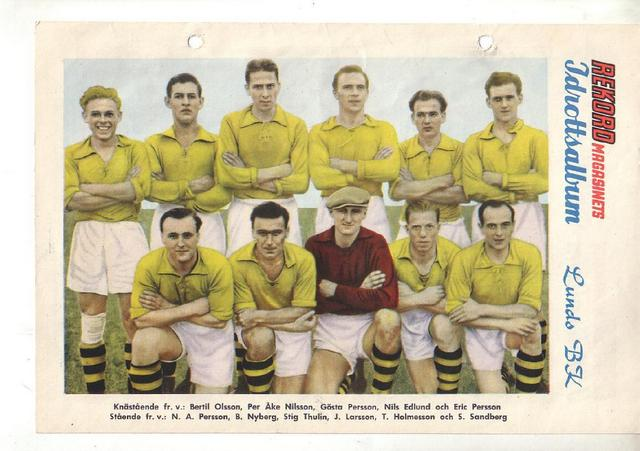
Lunds BK under storhetsperioden när man var nära att gå upp i Allsvenskan, år 1950.

Lunds Bollklubb (LBK) är en fotbollsklubb i Lund, som grundades 1919.
Klubben, som ofta kallas "Krubban", har aldrig varit i Allsvenskan eller Superettan, men har spelat nio säsonger i näst högsta serien på den tiden den hette division 2, och senare division 1.
Lunds BK spelar i Division 1 från 2018. Lunds BK är en välkänd plantskola för unga fotbollsspelare. Klubben har fostrat ett flertal spelare som sedan hamnat i större klubbar, både i Sverige och utomlands, exempelvis Nils-Åke "Kajan" Sandell, Martin Dahlin, Leif Engqvist, Roger Ljung, Joel Ekstrand, Dardan Rexhepi och Johan Blomberg.

## Historia
Det hela startade med att Lunds GIF:s juniorer sommaren 1919 gjorde uppror mot tränaren eftersom de aldrig fick chansen att spela trots att de var ett mycket bra lag. Hela juniorlaget, plus några från IFK Lund, stod plötsligt utan klubbtillhörighet.
Två av juniorerna, Gustav 'Gast' Persson och Bertil Larsson, frågade då Berndt Paulsson om han ville vara med och bilda Lunds BK.
Efter detta ordnade man en ordförande och det blev Gunnar Björnhammar. Resten av styrelsen bestod av juniorer.
Fotbollsverksamheten inleddes 1919. Det året spelade man bara en enda match. Denna mach vann man med 4-1 och publiken uppgick till 165 personer. A Almkvist gjorde 2 mål och blev därmed årets skyttekung.
Mellan 1919 och 1923 spelade man inte i något seriesystem. Under dessa år spelade LBK 95 matcher, av dessa vann man 38 och förlorade lika många. Resterande slutade oavgjort. Man gjorde 201 mål och släppte in 187.
År 1923 var det Nils Nilsson (Pegen) som blev skyttekung med sina 20 mål på 26 matcher.
1924 gjorde LBK premiär i seriesystemet och man spelade 34 matcher varav man vann 15 och förlorade 11. Målskillnaden blev 71-44.
Året därpå blev det en ny serie, som hette Sydsvenskan. Här slutade LBK på en åttonde plats med 5 poäng.
1977 Började bygget av Klostergårdens IP, fram till dess spelade man sina hemmamatcher på centrala IP i stan.

### Några betydelsefulla årtal i LBK:s historia: 1920 - 2017
- 1920: Första fotbollsutbytet med Malmö FF.
- 1921: Första internationella matchen spelades i Köpenhamn.
- 1923: Första segern över Lunds GIF. Klubbnålen infördes.
- 1924: Klubben fick sin första kvinnliga medlem.
- 1929: En efterlängtad träningsplan anlades på idrottsplatsen.
- 1930: Klubbrummen utökades och utrustades med kalldusch.
- 1941: Pojkfotbollen gjorde sitt intåg i klubben.
- 1942: Innefotbollen gör premiär i Lund.
- 1947: Laget gick upp i division 3. Nils-Åke Sandell blev skyttekung med 76 mål. Publikrekordet höjdes till 3 234 personer mot IFK Värnamo vid match i div III den 5 oktober. Det sägs att detta året var det bästa fotbollsåret genom tiderna för LBK.
- 1950: Klubben fick en heltidsanställd tränare.
- 1958: En ishockeysektion bildades.
- 1960: Ishockeyn blev inte långlivad, sektionen lades ner.
- 1972: Damfotbollen gjorde sitt intåg i klubben.
- 1974: Damlaget vann division 3.
- 1984: Publikrekordet höjdes till 5 201 åskådare på Klostergårdens IP, när LBK mötte IFK Malmö.
- 1985: Nytt publikrekord, 5 586, torsdag 29 augusti. Match i Svenska cupen mot Malmö FF (1-6)
- 2005: LBK slog ut Västra Frölunda IF på straffar i Svenska Cupens 32-delsfinal.
- 2006: LBK P91 kom på 10:e plats (av 20 lag) i Nike Premier Cup (EM för klubblag)
- 2007: Emil Alriksson gjorde Lunds BK:s 7 000:de mål. Johan Blomberg fick utmärkelsen som division 2:s bästa mittfältare.
- 2009: På 90-årsjubileet vann LBK division 2 och gick upp till division 1.
- 2010: Första året i Div 1 Södra resulterade i en sjätteplats.
- 2011: Andra året slutade Lunds BK på en femteplats i ETTAN Södra.
- 2012: Tredje året slutade Lunds BK på en andraplats i ETTAN Södra. Kvalspelade till Superettan mot IFK Värnamo, 0-2 hemma och 2-2 borta.
- 2017: Slutade Lunds BK tvåa i division 2 Östra Götaland. Efter kvalspel och seger med 2-1 mot FC Trollhättan och oavgjort 2-2 mot Eskilsminne gick klubben upp i ETTAN södra.

## Spelartruppen
(L) - Inlånad spelare
| Nummer      | Land      | Spelare                 | Födelsedatum      | Kom från        | Moderklubb          |           |
| Målvakter   | Målvakter | Målvakter               | Målvakter         | Målvakter       | Målvakter           | Målvakter |
| ----------- | --------- | ----------------------- | ----------------- | --------------- | ------------------- | --------- |
| 1           | Sverige   | Andreas Alexandersson   | 14 maj 1999       | Hittarps IK     | Asmundtorps IF      |           |
| 31          | Sverige   | Nils Arvidsson          | 28 april 2003     | Helsingborgs IF | IFK Grimslöv        |           |
| 32          | Gambia    | Lamin Sarr              | 11 mars 2001      | Eskilsminne IF  | AIF Barrikaden      |           |
| Försvarare  |           |                         |                   |                 |                     |           |
| 2           | Serbien   | Bozidar Veličković      | 7 januari 1995    | Trelleborgs FF  | Borac Sakule        |           |
| 3           | Sverige   | Ludvig Nicklasson       | 20 januari 2003   | Örebro SK       | IF Limhamn Bunkeflo |           |
| 4           | Sverige   | Kalle Larsson           | 23 mars 1998      | Trelleborgs FF  | IF Lödde            |           |
| 5           | USA       | Ryan Ludwick            | 13 augusti 1999   | United PDX      | USA                 |           |
| 6           | Sverige   | Erik Zetterberg         | 16 februari 1997  | Lindome GIF     | Falkenbergs FF      |           |
| 12          | Sverige   | Jesper Strid            | 19 september 2001 | Landskrona BoIS | Staffanstorps GIF   |           |
| 15          | Sverige   | Gustav Sågänger         | 17 januari 1994   | Huddinge IF     | Reymersholms IK     |           |
| 16          | Sverige   | Dennis Olofsson         | 26 maj 1996       | Landskrona BoIS | Häljarps IF         |           |
| 17          | Sverige   | Simon Lindfors          | 27 maj 2004       | Malmö FF        | FC Trelleborg       |           |
| 19          | Sverige   | Erik Persson            | 16 augusti 2003   | Lunds BK U      | Höörs IS            |           |
| 26          | Sverige   | Isak Orajärvi           | 31 mars 2000      | IFK Hässleholm  | IFK Osby            |           |
| Mittfältare |           |                         |                   |                 |                     |           |
| 8           | Sverige   | André Kamp              | 15 oktober 1998   | IK Brage        | Österslövs IS       |           |
| 10          | Sverige   | Eddie Tran              | 11 juni 1997      | AFC Eskilstuna  | Kulladals FF        |           |
| 14          | Sverige   | Danilo Glusica          | 16 januari 2005   | IFK Göteborg    | Hisingsbacka FC     |           |
| 18          | Sverige   | Filip Akdemir           | 15 januari 2005   | Lunds BK U      | Sverige             |           |
| 20          | Sverige   | Aleandro Wihlborg Costa | 30 december 2006  | Lunds BK U      | Lunds BoIS          |           |
| 77          | Sverige   | Kevin Liimatainen       | 25 februari 2001  | FC Trollhättan  | Trollhättans FK     |           |
| Anfallare   |           |                         |                   |                 |                     |           |
| 7           | Sverige   | Alexander Nilsson       | 2 april 2001      | Lindome GIF     | Stenungsunds IF     |           |
| 9           | Sverige   | Rasmus Wendt            | 4 maj 2000        | Landskrona BoIS | BK Häcken           |           |
| 11          | Sverige   | Amil Mehmedagic         | 11 mars 2006      | Lunds BK U      | Lunds BK            |           |
| 13          | Sverige   | Love Björnson (L)       | 15 april 2004     | Mjällby AIF     | Nättraby GoIF       |           |
| 23          | Sverige   | Adrian Daly Tempelaar   | 22 februari 2005  | Malmö FF        | BK Höllviken        |           |

## Tränarstab
| Namn             | Roll                 |
| ---------------- | -------------------- |
| Jussi Kontinen   | Huvudtränare         |
| Igor Arsenijević | Assisterande tränare |
| Sasha Panah      | Assisterande tränare |
| Isac Litborn     | Målvaktstränare      |
| Fredrik Kroon    | Lagledare            |
| Jan Rasmusson    | Klubbmassör          |
| Stefan Jansson   | Klubbchef            |

## Säsonger genom tiderna
| Säsong | Division             | Nivå | M  | V  | O | F  | Mål (GM) - (IM) | +/- | P  | Position |                              |
| ------ | -------------------- | ---- | -- | -- | - | -- | --------------- | --- | -- | -------- | ---------------------------- |
| 2000   | Div 2 Södra Götaland | 3    | 22 | 10 | 6 | 6  | 39-31           | +8  | 36 | 4        |                              |
| 2001   | Div 2 Södra Götaland | 3    | 22 | 8  | 5 | 9  | 30-28           | +2  | 29 | 6        |                              |
| 2002   | Div 2 Södra Götaland | 3    | 22 | 13 | 7 | 2  | 48-17           | +31 | 46 | 2        |                              |
| 2003   | Div 2 Södra Götaland | 3    | 22 | 6  | 9 | 7  | 22-18           | +4  | 27 | 9        |                              |
| 2004   | Div 2 Södra Götaland | 3    | 22 | 7  | 8 | 7  | 25-28           | -3  | 29 | 6        |                              |
| 2005   | Div 2 Södra Götaland | 3    | 22 | 6  | 5 | 11 | 26-34           | -8  | 23 | 9        | Serieomläggning.             |
| 2006   | Div 2 Södra Götaland | 4    | 22 | 11 | 6 | 5  | 46-31           | +15 | 39 | 3        |                              |
| 2007   | Div 2 Södra Götaland | 4    | 22 | 13 | 4 | 5  | 48-28           | +20 | 43 | 3        |                              |
| 2008   | Div 2 Södra Götaland | 4    | 22 | 13 | 2 | 7  | 42-23           | +19 | 41 | 3        |                              |
| 2009   | Div 2 Södra Götaland | 4    | 22 | 17 | 2 | 3  | 51-26           | +25 | 53 | 1        | Avancemang till Div 1 Södra. |
| 2010   | Div 1 Södra          | 3    | 26 | 10 | 9 | 7  | 36-25           | +11 | 39 | 6        |                              |
| 2011   | Div 1 Södra          | 3    | 26 | 11 | 6 | 9  | 35-26           | +9  | 39 | 5        |                              |
| 2012   | Div 1 Södra          | 3    | 26 | 17 | 5 | 4  | 49-21           | +28 | 56 | 2        |                              |
| 2013   | Div 1 Södra          | 3    | 26 | 9  | 5 | 12 | 46-41           | +5  | 32 | 10       |                              |
| 2014   | Div 1 Södra          | 3    | 26 | 13 | 5 | 8  | 66-45           | +21 | 44 | 3        |                              |
| 2015   | Div 1 Södra          | 3    | 26 | 4  | 3 | 19 | 21-65           | -44 | 15 | 14       |                              |
| 2016   | Div 2 Södra Götaland | 4    | 26 | 10 | 9 | 7  | 44-41           | +3  | 39 | 7        |                              |
| 2017   | Div 2 Östra Götaland | 4    | 26 | 17 | 3 | 6  | 59-34           | +25 | 54 | 2        | Avancemang till Div 1 Södra. |
| 2018   | Div 1 Södra          | 3    | 30 | 12 | 6 | 12 | 53-49           | +4  | 42 | 7        |                              |
| 2019   | Div 1 Södra          | 3    | 30 | 11 | 7 | 12 | 45-45           | 0   | 40 | 8        |                              |
| 2020   | Div 1 Södra          | 3    | 30 | 9  | 8 | 13 | 39-46           | -7  | 35 | 13       |                              |
| 2021   | Div 1 Södra          | 3    | 30 | 13 | 5 | 12 | 52-50           | 2   | 44 | 7        |                              |
| 2022   | Div 1 Södra          | 3    | 30 | 11 | 9 | 10 | 44-42           | 2   | 42 | 9        |                              |
| 2023   | Div 1 Södra          | 3    | 30 | 16 | 7 | 7  | 48-22           | 16  | 55 | 3        |                              |

| Uppflyttning |
| Nedflyttning |

## Kända spelare
- Nils-Åke Sandell
- Martin Dahlin
- Leif Engqvist
- Roger Ljung
- Bengt Månsson
- Thomas Sjöberg
- Jonas Sandqvist
- Joel Ekstrand
- Johan Blomberg
- Ivo Pekalski
- Johan Eiswohld
- Dardan Rexhepi
- Elyas Bouzaiene
- Dion Krasniqi

## Övrigt
Publikrekord: 
- 5 586 åskådare mot Malmö FF 1985 på Klostergårdens IP.
- 5 281 åskådare mot IFK Malmö 1984 på Klostergårdens IP.
- 3 619 åskådare mot Malmö FF 2018 på Klostergårdens IP.
- 3 234 åskådare mot IFK Värnamo 1947 på Centrala Idrottsplatsen.